# Merevség
A merevség mint viselkedésminta azt jelenti, hogy egy egyén vagy egy csoport folytatja korábbi viselkedését, dacolva annak következményeivel, pedig annak megváltoztatása további negatív következményeket előzhetne meg. A cselekvő kitart irracionálissá vált cselekvése mellett, ami azonban következik korábbi döntéseiből és cselekvéseiből.
Pszichológusok és közgazdászok egy rokon értelmű kifejezést használnak, amivel arra utalnak, hogy a valószínűleg bukott ügy érdekében további pénzt, időt, életeket fektet be. Futnak a befektetéseik után. Ha a főnökség mereven ragaszkodik a projekthez, de a beosztottak felismerik, hogy a projekt bukni fog, akkor ebből halálmenet lesz a beosztottak számára. Mindenesetre a befektetett költség nem térül meg, még akkor sem, ha a projekt végül mégis sikerül. Háborúban a befektetett pénzzel, idővel és halottakkal is igazolják a háború folytatását.
A viselkedésmód a szociológiában is ismert, és különböző közmondásos képek örökítik meg. Angol közmondásos megfogalmazás: Jó pénzt dob a rossz után; illetve: Benne van a pennyben, legyen benne a fontban is.

## Története
Először Barry M. Staw írta le 1976-ban megjelent cikkében, "Knee deep in the big muddy: A study of escalating commitment to a chosen course of action" címmel.

### Kutatása
A cikkben leírtak alapján további kutatásokat végeztek, amelyek tesztelték okait, helyzeteket és tényezőket, amelyek kiváltják a merevséget. Elemeztek más helyzeteket, és azt, hogy emberek hogy közelítenek és oldanak meg problémákat. Más korai művek megtörtént eseteket elemeztek, amelyekben a döntéshozók merevek voltak.
A helyzeteket több tényező alapján választották ki. Először is, erőforrásigénye alapján, ideértve időt, pénzt, emberek munkaerejét, egészségét, életét. Továbbá a projekt elérkezett egy ponthoz, amikor már hanyatlani kezdett, nem felelt meg az elvárásoknak vagy kétséges állapotba került. Végül a döntéshozónak volt lehetősége arra, hogy abbahagyja a projektet vagy megpróbálja befejezni.
A kutatók két szakaszra osztották azokat a helyzeteket, amelyekben előfordult merevség. Többen a várakozási elmélethez kötik. Ebből a szempontból a döntéshozó felméri annak a valószínűségét, hogy a további erőforrások befektetése segíti céljának elérését, és az elérhető nyereséget. Ezzel szubjektív várható hasznosságot állapít meg arra az esetre, hogy ha további erőforrásokat fektet be. A következő lépés az önigazolás és a döntés megindoklása azzal, hogy a vezető megfelelően használta fel az erőforrásokat. A vezetőknek mérlegelniük kell a befektetést és a várható nyereséget. A vezetőnek bizonyítania kell, hogy jól döntött, különben kiderül, hogy rossz vezető.
A témában végzett kutatások támaszkodnak más pszichológiai elméletekre. Többen úgy gondolják, hogy a kutatóknak ezt a viselkedést alaposan ki kell elemezniük és tesztelniük különféle helyzetekben és erőforrásbefektetéssel.

### Példák
Az egyik legkorábbi példát George Ball hozta fel a vietnámi háborúval kapcsolatban. Lyndon Johnson elnöknek kifejtette előrejelzését a háború végkifejletével kapcsolatban:
Az ön előtt álló döntés kiemelkedő fontosságú. Ha egyszer rengeteg csapat bocsátkozik közvetlen harcba, akkor súlyos áldozatokat szenvednek egy olyan háborúban, amiben nincsenek megfelelően felszerelve ahhoz, hogy közömbös vagy ellenséges környezetben harcoljanak. A nagy veszteségek után már elkerülhetetlen, hogy visszafordíthatatlan folyamatokat indítsunk, amelyek egyre több erőforrást vonnak be, annyira, hogy nemzeti megaláztatás nélkül nem tudunk megállni egészen addig, amíg el nem érjük céljainkat. A kettő közül a megaláztatás a valószínűbb, még akkor is, ha óriási költséget fizetünk érte.
További példák:
- A dollár árverése
- Robert Campeau megvásárolta a „Bloomingdale's”-t egy heves és agresszív árverésen, és becsült értékénél több mint 600 millió dollárral többet fizetett érte. A The Wall Street Journal szerint itt nem árról, hanem kizárólag az egójáról volt szó. Campeau-t hamarosan csődbe kényszerítették.[7]
- Csalók is kihasználják a merevséget, így az áldozatok akkor is támogatják őket, ha már látszik, hogy itt valami nincs rendben. Erre példa a nigériai levelek.[8]
- A Big Dig Bostonban[9]
- A Shoreham Atomerőmű[9]
- Taurus IT projekt[9]
- Az American International Group kormányzati asszisztencia[9]
- A szoftverfejlesztési projektek 30-40%-át érinti a merevség bonyolultságuk és a bennük rejlő bizonytalanság miatt. Megfoghatatlanságuk miatt különösen nehéz állapotukat vizsgálni.[9]
- A Denveri nemzetközi repülőtér csomagkezelő rendszere kétéves késéssel készült el, és kétmilliárd dollárral meghaladta a költségvetést.[10]
- Az Amerikai Egyesült Államok légiereje hat évet és egymillió dollárt költött egy rosszul működő harctámogató rendszerre.[11]
- A Sony Corporation nem adta fel az elektronikát 10 év és 8,5 milliárd dollár veszteség után sem.[11]
- A kongresszus és mások tovább támogatták a 21st Century Community Learning Centert azután is, hogy kiderült, nem éri el célját.[12]
- A Drug Abuse Resistance Education további támogatása, miután kiderült, hogy nem segíti a droghasználat visszaszorítását.[12]

## Elméletek

### Önigazolás
Az önigazolás egy gondolati folyamat, ami része a döntéshozásnak, különösen egy csoport vezetője esetén, és hozzájárul a merevséghez. Ez a megközelítés egyfajta magyarázat, amivel a döntéshozó ragaszkodik korábbi befektetéseihez. A vezetők korábbi döntéseikhez igazodnak újabb döntéseikkel. Felidézik és hasznosítják azokat az információkat, amelyek korábbi döntésekből adódtak, és ehhez igazodnak, hogy konzisztensek maradjanak korábbi döntéseikkel. Ha a csoportban valaki észreveszi az inkonzisztenciát, akkor leválthatják. A csoporton kívüli tényezők, társak, tekintélyek, szélesebb társadalom is hatnak a döntésekre. Ez megváltoztathatja a döntéshozó elképzeléseit arról, hogy mely szempontoknak tulajdonítson nagyobb jelentőséget.

### Előrejelzések
Az előrejelzések elmélete segít leírni a kockázatos helyzetekben lezajló természetes reakciókat és folyamatokat. Figyelembe veszi a döntéshozó rendelkezésére álló erőforrásokat, és hogy ezek hogyan hatnak a döntésekre. A kutatókat különösen az érdekli, hogyan értékeli az adott helyzetben hozott döntések költségeit és várható nyereségeit. A probléma bevezetésének környezete szükséges a megértéshez és annak meggondolásához, hogy mekkora valószínűséggel fog kedvezni a helyzet és mekkora valószínűséggel nem, és hogyan készüljön fel a döntésekre. Whyte (1986) amellett érvel, hogy az előrejelzések elmélete önigazolás nélkül is magyarázza a merevség mögött álló pszichológiai folyamatokat (lásd Fiegenbaum & Thomas, 1988: 99). Ezzel magyarázzák, hogy ha a részvények esése veszélyezteti a projekt sikerét, akkor további erőforrásokat fektetnek bele, hogy biztosítsák a sikert. Habár ez az elmélet realisztikusnak látszik, Davis és Bobko (1986) nem talált kapcsolatot a személyes felelősséget a projekt folytatásával kapcsolatban és a pozitív környezet esetén, ami azt jelenti, hogy a nagyobb felelősség csökkenti a merevséget.

### Attribúciós elmélet
A Fritz Heider által kidolgozott attribúciós elmélet keresi az emberi viselkedés és események okait. Az elmélet két módszert használ arra, hogy stabilitást és belső indíttatásokat találjon. A belső indíttatás az egyén belső jellemzőin műlik, mint az intelligencián és a figyelemkeltés szándékán, amire hat a külső környezet, az időjárás-előrejelzés és a feladat nehézsége. Az ellenőrzés aspektusai fontos tényezőkké válnak, amikkel a vezető igazolhatja döntéseit. A vezetők külső és belső tényezőkkel magyarázzák döntésüket, ami egyszemélyes nézőpontot nyújt. Magyarázhatják úgy, hogy ezt a döntést meg kellett hozni az ő akaratuk ellenére, vagy hogy a döntés miatt nem lesznek felelősségre vonva. A kutatás eredményei szerint az alkalmazott ezen tényezők által kialakított attribúciója valószínűsíti, hogy az alkalmazott merevséggel fog válaszolni.

### Társadalmi identitás
Az identitás nagyrészt meghatározza, hogyan mozgunk a világban. A saját gondolatok és vélemények, továbbá a többi egyénhez való hozzáállás alkotja a társadalmi identitás elméletét. Az emberek kapcsolatot keresnek aközött, hogyan látják saját magukat és milyen kapcsolataik vannak. Motiváltak abban, hogy megőrizzék társadalmi helyzetüket, és megvédjék, ha veszélybe kerül.

### Elméleti modellek
A csoportok összehasonlítják a különböző időpontokban hozott döntéseket. Ez egy társadalmi identitást érintő helyzet. Általában is elvégzik időnként, de ha egy döntés nem megfelelőnek látszik, és kikényszeríti, hogy a csoport minden fenyegetést figyelembe vegyen.
Az aggregációs modell inkább az erők felhalmozását és egyensúlyát veszi figyelembe, mint az idő során bekövetkezett hatásokat. Ez egy általános modell, ami ideális nézőpontot nyújt. A pozitív és negatív hatásokat kisebb és nagyobb erők határozzák meg. A modell jobban függ a helyzettől, mint amit a kutatók általánosnak minősítettek. Nincs követendő folyamat, ami nagyon hasznos a kutatóknak, mivel jobban megérthetik a helyzetet, mintha csak a szituációt értékelnék környezetével együtt.

## Meghatározó tényezők
A vesztes helyzetbe való befektetés tényezői magyarázhatók a projekttel, pszichológiai, társadalmi, szerkezeti tényezőkkel.

### Projekt
A projekt meghatározói azok a döntések, amiket a projekt elején hoztak. Ezek közé tartoznak a projekt jellemzői és a belefektetett erőforrások. Ezek közül a döntés kockázata, az alkalmi költségről szerzett információ, és az információszerzés negatív kapcsolatban áll a merevséggel. A döntés bizonytalansága, pozitív helyzetjelentések, és a kezdeti döntés kifejezett előnyben részesítése erősíti a merevséget.
A projekt befejezésének vagy megváltoztatásának költségei, a befejezéskor várható nyereség, illetve kiterjedt szerkezet mind hozzájárul a merevséghez, mivel megnehezítik a projekt feladását. A későbbi költség megelőzése, lehetséges megtakarítások, és megfelelő alternatívák segítik a viselkedésminta elkerülését. Teger, később Ross és Staw cikkeiben a tanulmányozott helyzetekben ha volt egy különösen drága akció, akkor a döntéshozók az addigi, költséges döntéshelyzetekben rekedtek.

### Pszichológiai tényezők
A pszichológiai tényezők a cselekvések és az információk belső nézetét jelentik. Ebbe tartoznak a személyiség, a kognitív tényezők, és a projekt elemei iránt érzett érzelmek. Emellett a befektetett költség, a döntéshozó szakértelme és tapasztalata, önbizalma és önhatékonysága, a kezdeti döntés iránti személyes felelősség, és a projekt végének közelsége erősíti a merevséget. Ezzel szemben a feltételezett elutasítás és a pozitív információk gyengíti.
Erősítheti az önigazolást az optimizmus, és az a hit, hogy a döntéshozó még sikerre viheti a projektet. A résztvevők további befektetéseket tesznek abban a reményben, hogy segíthetnek az éppen fennálló problémákat. Staw ezeket egy esettanulmánnyal mutatta be. Ebben a hallgatók kezdeti felelősségét manipulálták, és azok fektették bele a legtöbb munkát, akik végül sikertelenek maradtak. További kockázatot vállaltak, hogy további problémákat kerüljenek el. Ez gyakrabban párosult a felmerült problémák instabil megokolásával, mint stabillal, vagy ha el akarta kerülni a hibákat. Úgy gondolták, hogy a helyzet stabilizálódhat, vagy akár javukra is fordulhat. A megerősítési torzítás szintén okozhat merevséget, ha az egyének nagyon nem szeretik felismerni döntéseik negatív következményeit. Másrészt, ha felismerték, akkor külső tényezőknek tulajdonították.
A befektetett költségek hatása gyakran okoz merevséget. Nagyobb, visszafordíthatatlan befektetések esetén a befektetett források teljes elvesztésének elkerülése érdekében további befektetéseket tesznek. Mivel az idő is ilyen, a projekt végének közelsége hasonló hatást kelt. A projektekbe történő befektetés üstgörbeszerűen alakul: a projekt a kezdetén és a végén a legfontosabb. A kockázatvállalás szintén üstgörbeszerű, a projekt elején vagy végén inkább vállalják a kockázatokat, mint közben.

### Társas tényezők
A társas tényezők más egyének illetve csoportok várakozásait, illetve befolyását jelentik. Ezek közé tartozik a csoport azonossága, összetartása hat a legerősebben, míg a döntés nyilvános értékelése és a mások döntésével való szembenállás alig jelent valamit.

#### Külső igazolás és kapcsolatok
Az egyének óvatosan mutatják be magukat környezetüknek. Nem koncentrálnak önmagukra, vagy amiről, akiről úgy hiszik, hogy akkurátus és kompetens; csak abban érdekeltek, hogy a szervezet kompetensnek látszódjon. A merevség rendszerint egy egyén vagy egy csoport akció közbeni döntése. A vezetők felelőssége, hogy megválasszák az elvárt kimenetet, amit a csoport tagjai megpróbálnak elérni. Rossz vezetőnek látszik az a vezető, aki egy olyan projektet ad fel, aminek bukásáról nincsenek biztosan meggyőződve. A jelenséget tesztelő kutatások vizsgálták az ellenállási politikát, a munkahelyi bizonytalanságot,(Fox & Staw 1979) és a csapat mérete.(Rubin & Lang 1981) Ha ezek a realisztikus tényezők jelen vannak, akkor a merevség is nagyobb. Erre az értelmi és érzelmi válaszra úgy is hivatkoznak, mint arcmentő hatásra. A mások iránti felelősséggel felruházott vezetők ellenőrzik saját magukat, hogy biztosítsák, elképzeléseik és cselekvéseik megfelelnek-e az általuk vezetettek elvárásának. A csapat meg tudja határozni a kapcsolatot a merevség és az ötlet vagy projekt között. Olyan kijelentéseket tesznek, mint: Ez a projekt Bob gyermeke, vagy: Nekünk is ez az ötletünk. Mindkét esetben lényeges, hogyan látnak és elemeznek egy helyzetet mások, különösen egy bukott projektet.

#### Vezetési normák
A vezetők felelősek azért, hogy csapatukat különféle problémák megoldásán keresztül elvezessék a sikerig. Habár a negatív aspektusokat részletesebben tárgyalják, és fontosabbnak látják őket, van lehetőség jutalmazásra is. Erre egyik példa a kitartás. Egy bukásra álló projekt megmentése a vezető felelőssége, de ha a vezető elég kitartó, és sikerre tudja vinni, akkor övé a csapat minden elismerése, ami konkrét tárgyi formát is ölthet. Ha valami sikerült, akkor a csapat megjutalmazza magát.

### Szerkezeti tényezők
A szerkezeti tényezők a szervezet kultúrájára és környezetére vonatkoznak. A kutatók kevés figyelmet fordítottak erre, ami azt mutatja, hogy az ügynökség problémáinak a legnagyobb a hatása a merevségre.
Vannak nagyobb léptékű változók, amelyek hatnak a csapat szerkezetére és a döntéshozásra. A csapatban a döntéseket speciális szereppel bíró tagok hozzák, akik az ezzel járó felelősséget is megkapják, de a döntés a csapat interakcióinak terméke. Különös jelentőséggel bír az intézményi tehetetlenség. A csapatban az egyének hozzáállása és viselkedése gyakran változik, a belső szerkezet megjósolhatatlan és ellenőrizhetetlen. A szervezetek információszerzési képessége nagyon rossz, emiatt nagyon nehezen változtatnak környezetükön.
Ha a csoport részt vesz a kommunikációban, döntéshozásokban, változásokban, és hiányzik a következetesség, akkor a legtöbb projekt megbukik. Ez a jelenség előfordul a házirend és eljárások változásakor is.
A szervezet számára sem jó, ha túlzottan ragaszkodnak egy szabályrendszerhez, gondolatfolyamhoz vagy identitáshoz, mert megköti magát, és nem dönthet szabadon. Ez a helyzet, ha valami túlságosan is szorosan kapcsolódik a szervezet értékeihez és céljaihoz. Erre egy példa a Pan American World Airways bukása. A Pan Am egy ismert nagyvállalat volt, ami amellett, hogy légitársaság volt, szállodái is voltak. A szállodák nyereségesebbek voltak, mint a repülés, mégis a szállodáit adta el, mivel fenn akarta tartani magáról a képet, hogy ő egy légitársaság.

## Csoportok és egyének
Nehéz meghatározni, hogy mi vezet merevséghez, különösen csoportok esetén. Ha mégis ismerjük az okokat, azok általában összetettek, mint a csoport céljai és tettei közötti különbség. A csoportok, különösen ha nagyobbak, nehezen változtatnak addigi működésükön.
Még akkor is, ha felismerték a változás szükségességét, a kommunikációt akadályozhatja a szervezet szabályrendszere és üzleti politikája. Egy nagyobb szervezetben bonyolultabb a kommunikáció, különösen ha több csoportra oszlik, és hierarchikus szerkezetű. Ekkor több szinten kell áthaladnia az üzenetnek, mielőtt elérkezik rendeltetési helyére. Ha ez valahol megakad vagy késik, akkor a döntés nem születik meg, vagy nem lesz végrehajtva. Ha a döntés megszegi a szervezet szabályrendszerét, akkor meg kell küzdeni a belső ellenállással. Ha a projektnek független forrásai vannak, akkor a projektben levő csoport a felsőbb vezetéssel szembemenve is folytathatja a projektet. Nemcsak azért, mert a projekttől függ a fizetésük, hanem azért is, mert személyes felelősséget éreznek a projekt iránt. Külső, független csoportok szintén önállósíthatják magukat.
Ha több egyént vonnak be a döntésekbe, akkor a csoport nagyobb munkatermelékenységet érhet el, mint egy döntéshozóval, azonban a merevség és a veszteség kockázata is nagyobb. Ha a folyamat során korábban hoznak jó döntést, akkor elkerülhetik a drámai változásokat. Viszont nagyobb bázist nyújthatnak a kezdeti döntés támogatására, amit a csoportgondolkodás is támogat, így ellenvélemények nem hangoznak el. Ha a csoport kevésbé összetartó, akkor csökkenti a merevséget a konfliktusok miatt és azért is, mivel a tagok másként viszonyulnak az ügyhöz.
A családi vállalkozások még hajlamosabbak a merevségre, mivel az információknak nemcsak a hierarchiában, hanem családon belül is végig kell haladniuk. Több a konfliktus lehetősége is. Az üzleti reputáció, ügyfelek elvesztése, a részvények árfolyamának csökkenése és a pénzügyi veszteség további kockázatot jelent.

## Fordítás
Ez a szócikk részben vagy egészben  az   Escalation of commitment című angol Wikipédia-szócikk ezen változatának fordításán alapul.  Az eredeti cikk szerkesztőit annak laptörténete sorolja fel. Ez a jelzés csupán a megfogalmazás eredetét és a szerzői jogokat jelzi, nem szolgál a cikkben szereplő információk forrásmegjelöléseként.